# ホルニッセ (航空機)
ホルニッセ（Hornisse）は、宇宙航空研究開発機構（JAXA）航空技術部門（旧航空本部）が研究中の垂直離着陸機（VTOL機）。もしくはその開発プロジェクト名（Project Hornisse）。名称の「ホルニッセ」はドイツ語でスズメバチを意味する。

## 概要
リフトファン式VTOL機の技術実証を目的とした機体であり、航空技術部門推進システム研究グループによって研究が進められている。2008年から無人の「80cmクラスVTOL試験機」による室内試験が開始され、2014年現在では大型化した「2mクラスVTOL試験機」（Hornisse type 2B）による無人試験飛行が行われている。今後は、2016年からより大型の「3mクラスVTOL試験機」による無人試験を行った後に、2022年には複座の有人機である「JAXA 2 Sheeter Lift Fan式VTOL試験機」の試験飛行を開始することを予定している。
機体は安全性向上のためにティルトローターのような可動部を可能な限り廃してあり、胴体に浮上用ダクテッドファン4基を内蔵しているほか、推進用ダクテッドファン2基を有している。80cmクラス試験機の時点では推進用ファンは胴体後部に位置していたが、ヨーの制御能力不足を解消するために2mクラス試験機から翼端に移設された。クラッチ機構を省略するために浮上用ファンは水平飛行中も稼働し続け、空気抵抗の軽減や制御力の強化に用いられる。動力源には2mクラス試験機までは電動モーターが用いられていたが、3mクラス試験機以降はJAXA独自開発のターボシャフトエンジン2基が用いられる予定となっている。
最終的には得られた技術を元に貨物用VTOL機、さらには旅客VTOL機を開発することを目標としている。また、災害対応VTOL機への発展も視野に入れられている。

## 諸元（type 2B）
- 全長：1.98 m
- 全幅：2.03 m
- 全高：0.49 m
- 動力源：電動モーター
- 乗員：0名